# Rhodé Kok
Rhodé Kok (Nieuwerkerk aan den IJssel, 31 oktober 2004) is een Nederlandse youtuber en tiktokker.

## Biografie
Kok groeide op in Nieuwerkerk aan den IJssel en ging naar school aan de Gereformeerde Scholengemeenschap Randstad. Ze begon in maart 2020, op vijftienjarige leeftijd, met content te plaatsen op het platform TikTok. Een jaar later begon ze ook haar eigen YouTube-kanaal. Al snel groeide ze uit naar 10 duizend abonnees. In 2023 kwam Kok met de serie Rhodé loopt stage, waarin ze stage liep bij de concertreeks Chantals Pyjama Party en het YouTube-kanaal StukTV. Deze serie werd genomineerd voor een Gouden Televizier-Ring voor beste online-serie. In het najaar van 2023 vertolkte Kok een rol in de videoclip Wacht op mij van Trobi, Ronnie Flex en Tabitha. In januari 2024 kwam de serie ten einde nadat Kok stage had gelopen bij Qmusic.
Naast eigen series is Kok ook regelmatig te zien in samenwerkingen met Jesse Hoefnagels. Het tweetal werd genomineerd in de categorie Beste duo bij The Best Social Awards 2024. In juli 2024 werd Kok de eerste TikTokker die bestraft werd voor het tonen van verborgen reclame in haar video's. Kok kwam in oktober 2024 met haar eigen Podcast Russo & Rhodé waarin ze samen met Russo de luisteraar meeneemt langs de hobbels in hun carrière. Diezelfde maand was Kok te zien in de Videoland-serie Het Jachtseizoen: Most Wanted, waarin ze vijf dagen uit de handen van StukTV moest blijven.
In november 2024 maakte Kok een TikTok waarmee ze opriep tot meer respect voor roodharigen. Deze TikTok werd binnen een dag 1,1 miljoen keer bekeken. In 2025 wist Kok met een TikTok over het doen van je behoeftes in de Albert Heijn binnen een paar dagen 800.000 views te krijgen.
- MusicBrainz: 6c1473f3-d3ab-4dc8-b364-8f71a1dc8473